# CGMS-A
CGMS-A (Copy Generation Management System-Analog) ist ein Verfahren, CGMS-Daten zusammen mit analogen (Bild-)Signal-Informationen über DRM-Berechtigungsstufen zu übertragen. 
CGMS ist ein Kopierschutzmechanismus, der von einem Vertriebsstück, zum Beispiel DVDs, nur die Anfertigung einer Generation von Kopien zulässt. Dies geschieht dadurch, dass Zusatzinformationen auf dem Datenträger hinterlegt sind, aus denen hervorgeht, welche Teile des Inhalts des Datenträgers wie häufig kopiert werden dürfen. Bei CGMS-A fügt der DVD-Player seinem analogen Video-Ausgangssignal diese CGMS-Daten bei, die der DVD-Recorder erkennt und das CGMS-Bit damit beantwortet, dass er eine Aufnahme unterbindet. 
Dabei wird analog – wie bei Macrovision oder Videotext – die Austastlücke des Bildsignals dazu verwendet, mit Signalpegeln die Information zu übertragen, ob und inwieweit eine Aufzeichnung des Bildsignals möglich ist. Die Lage, Intensität und Polarität der Pulse für CGMS-A ist dabei so definiert, dass es sowohl bei SDTV als auch bei HDTV-Bildübertragung funktioniert und weitgehend kompatibel zu den oben genannten Signalformen ist.